# Connie Francis
Connie Francis, pseudonimo di Concetta Rosa Maria Franconero (Newark, 12 dicembre 1937 – Pompano Beach, 16 luglio 2025), è stata una cantante e attrice statunitense, ampiamente riconosciuta come la "Prima Regina del Rock & Roll", avendo venduto più di 100 milioni di dischi..
Fu la prima donna nella storia a raggiungere il numero 1 nella classifica del Billboard Hot 100, con 53 canzoni diventate hit nel corso della sua carriera.

## Biografia
Nata in una famiglia di origine italiana, la giovane Concetta Franconero imparò l'italiano e lo yiddish in parallelo all'inglese, sua lingua madre, vivendo in un quartiere dalla forte presenza ebraica.
Il grande lancio avvenne nel 1958 con Who's Sorry Now entrando prepotentemente nelle classifiche americane e inglesi, registrando più di un milione di dischi venduti. Divenne successivamente nota per grandi successi come Stupid Cupid, Where the Boys Are, Everybody's Somebody's Fool, My Happiness, Don't Break the Heart that Loves You, destinati a scalare le classifiche mondiali.
I primi grandi successi in Italia sono rappresentati dalla sua versione di Chitarra Romana, di due anni più tardi, e sempre nel 1961, di Jealous of You, una versione in inglese de Il tango della gelosia. Per dare un'idea del successo di vendita italiano di quest'ultimo che arriva in prima posizione per cinque settimane, basti pensare che a distanza di oltre 50 anni si trova almeno una copia di questo 45 giri nei mercatini dell'antiquariato in piazza. Numerosi suoi brani di successo vennero importati nel paese dagli USA, tradotti e da lei reinterpretati in lingua italiana, come Someone Else's Boy (Ti conquisterò), Baby Roo, Many Tears Ago, Where the Boys Are (Qualcuno mi aspetta), colonna sonora del suo film La spiaggia del desiderio, prima in Italia per cinque settimane, e Fly Me to the Moon (Portami con te). Il successo italiano è durato per quasi tutti gli anni sessanta con brani come Mamma, Dammi la mano e corri, Notti di Spagna, Una notte così, La paloma fino a Regent's Park, che fece da sigla finale dello sceneggiato TV Melissa sul Canale Nazionale.
In Italia ha partecipato anche al Festival di Sanremo 1965 con Ho bisogno di vederti cantata in abbinamento con Gigliola Cinquetti e al Festival di Sanremo 1967 con Canta ragazzina cantata in abbinamento con Bobby Solo.

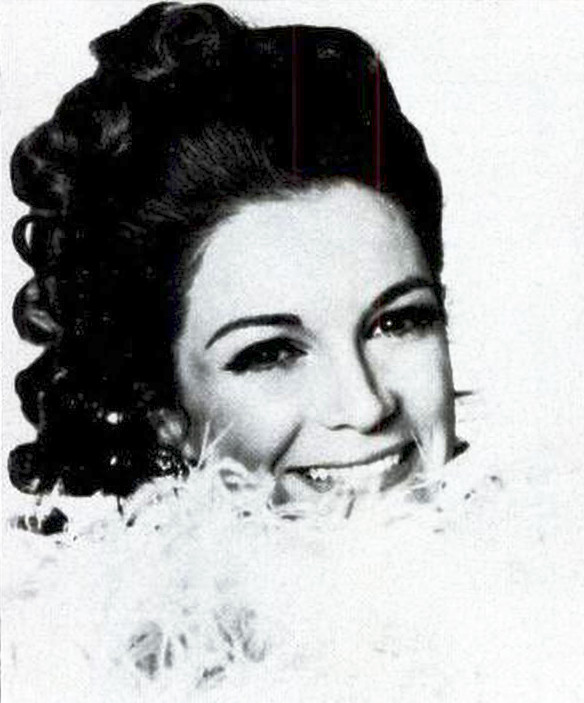
Connie Francis nel 1970

L'8 novembre 1974, dopo un'esibizione al Westbury Music Fair di New York, Connie Francis venne aggredita nel Motel dove soggiornava, violentata e soffocata quasi a morte dal peso di un materasso che l'aggressore (mai rintracciato) le gettò sopra. Successivamente fece causa alla catena di motel per non aver fornito un'adeguata sicurezza e, secondo quanto riferito, vinse una sentenza di 2,5 milioni di dollari, una delle più grandi sentenze di questo tipo nella storia, che portò anche a una riforma della sicurezza degli hotel in tutti gli Stati Uniti.
Nel 1977, a causa di un intervento chirurgico al naso, Connie perse completamente la voce; venne quindi sottoposta ad altri interventi, ma anche quando si riappropriò della voce fu costretta a prendere lezioni di canto, cosa che non aveva mai fatto prima di allora. Tornò in studio di registrazione nel 1978 incidendo l'album Who's Happy Now?, contenente una versione disco di Where the Boys Are.
Seguirono altri due album: Comme ci, comme ça e I'm Me Again, ma al ritrovato successo seguì un'altra tragedia: nel 1981 morì tragicamente il fratello George Franconero Jr., a cui era particolarmente legata, assassinato dai sicari della mafia americana. Tornata sulle scene e ai concerti, dovette anche fare i conti con una lunga malattia psicologica che la costrinse al ritiro per altri quattro anni.
Tornò nel 1989 incidendo per la Malaco Records un doppio album di suoi successi reinterpretati e di alcuni classici degli anni 60, intitolato Where the Hits Are. Nel 1995 fu la volta dell'album The Return Concert, un album live con le sue performance più recenti. Si è esibita fino a tutt'oggi, con alcuni sold out al Castro Theatre di San Francisco, ed è apparsa a fianco di Dionne Warwick all'Hilton Hotel di Las Vegas nello spettacolo Eric Floyd's Grand Divas of Stage.
Il 29 maggio 2010 Connie Francis è stata accolta con grande affetto dal pubblico a uno spettacolo svoltosi in occasione del 50º anniversario dell'uscita del film da lei interpretato, La spiaggia del desiderio, sulla Fort Lauderdale Beach, luogo dove venne girata la pellicola e dove la cantante è stata invitata a riproporre dal vivo il suo successo Where the Boys Are, tratto dal film stesso.
Connie Francis è morta il 16 luglio 2025 all'età di 87 anni. Poco tempo prima, nello stesso anno, la cantante ha riacquisito fama quando la sua canzone del 1962 Pretty Little Baby (che non era mai stata pubblicata come singolo) è divenuta virale su TikTok.

## Vita privata
Connie Francis ebbe quattro mariti. Nel 1964 fu brevemente sposata con Dick Kanellis, un agente pubblicitario e direttore di spettacoli per l'Aladdin Hotel. Nel gennaio 1971, sposò Izzy Marion, il proprietario di un salone di parrucchiere, per poi divorziare 10 mesi dopo. Nel 1973 si sposò per la terza volta, con Joseph Garzilli, un restauratore e proprietario di un'agenzia di viaggi; i due divorziarono nel 1977. Fu durante il terzo matrimonio che lei adottò un bambino, Joey. Nel 1985 sposò il produttore televisivo Bob Parkinson, ma divorziò da lui poco dopo nello stesso anno.
Connie Francis si ritirò nel 2018 e visse sino alla sua scomparsa in Florida.

## Riconoscimenti
- Young Hollywood Hall of Fame[12]

## Filmografia
- La spiaggia del desiderio (Where the Boys Are), regia di Henry Levin (1960)
- Per sempre con te (Follow the Boys), regia di Richard Thorpe (1963)
- In cerca d'amore, regia di Don Weis (1964)
- When the Boys Meet the Girls, regia di Alvin Ganzer (1965)

## Discografia italiana

### Singoli
- 1957: Faded Orchid/Eighteen (MGM, SPQ 2059)
- 1958: Who's Sorry Now/Goody Goodbye (MGM, SPQ 2067)
- 1958: I'm Sorry I Made You Cry/Lock Up Your Heart (MGM, SPQ 2071)
- 1958: Carolina Moon/Stupid Cupid (MGM, SPQ 2080)
- 1959: I'll Get By (As Long As I Love You)/Fallin' (MGM, SPQ 2083)
- 1959: My Happiness/Happy Days And Lonely Nights (MGM, SPQ 2089)
- 1959: If I Didn't Care/Toward the End of the Day (MGM, SPQ 2108)
- 1959: Lipstick On Your Collar/Frankie (MGM, SPQ 2110)
- 1959: You're Gonna Miss Me/Plenty Good Lovin' (MGM, K 12824)
- 1960: Valentino/Robot Man (MGM, K 2014)
- 1960: Jealous Of You (Tango della gelosia)/Everybody's Somebody's Fool (MGM, K 12899)
- 1961: Where The Boys Are/Qualcuno mi aspetta (MGM, K 2019)
- 1961: Un volo di gabbiani/Just Say I Love Him (Dicitencello vuje) (MGM, K 2022)
- 1961: La valle senza eco (Breakin' in a Brand New Broken Heart)/Baby Roo (MGM, K 2024)
- 1961: Chitarra romana/Aiutami a piangere (MGM, K 2025)
- 1961: Mamma/Roman Guitar (MGM, K 2028)
- 1961: Lili Marlen/La più bella notte dell'anno (MGM, K 2034)
- 1961: Ti conquisterò (Someone Else's Boy)/La paloma (MGM, K 2035)
- 1962: Violino tzigano/Dammi la mano e corri (MGM, K 2038)
- 1962: Mister Twister/Kiss 'n' Twist (MGM, K 2039)
- 1962: Luna caprese/Baby (Pretty Little Baby) (MGM, K 2040)
- 1962: Io sola andrò/Un violino nel mio cuore (MGM, K 2056)
- 1962: Un bacio all'italiana/Torna, torna amore (MGM, K 2065)
- 1963: Nessuno è solo/Grazie a te (Danke Schoen) (MGM, K 2068)
- 1963: Per sempre con te/Ninna nanna per un bambino (MGM, K 2077)
- 1963: Malafemmena/Portami con te (MGM, K 2078)
- 1964: Una notte così/Il primo bacio e l'ultimo (MGM, K 2093)
- 1964: Il primo bacio e l'ultimo/Mi ricorderò (MGM, K 2094)
- 1964: Triste domani (Blue Winter)/Una notte così (MGM, K 2096)
- 1964: In cerca d'amore (Looking For Love)/Non vuoi baciarmi (Don't Ever Leave Me) (MGM, K 2100)
- 1965: Ho bisogno di vederti/Un altro amore (Whose Heart Are You Breaking Tonight?) (MGM, K 2102)
- 1965: Forget domani/C'è una cosa che non sai (No Better Off) (MGM, K 2103)
- 1966: Misteriosamente (Roundabout)/For Mama (La mamma) (MGM, K 2117)
- 1966: Dove non so (Somewhere My Love)/Cosa c'è che non va (Love Is Me, Love Is You) (MGM, K 2200)
- 1966: Notti di Spagna (Spanish Nights and You)/Regent's Park (MGM, MG 70.005)
- 1967: Canta ragazzina/Per questa notte (MGM, MG 70.008)
- 1968: Non dirlo mai (Why Say Goodbye)/Addio mio amore (MGM, MG 70.030)
- 1969: The Wedding Cake/Over Hill Underground (MGM, K 14034)

### EP
- 1958: A Girl in Love (MGM, ESPQ 588)
- 1959: Sings Christmas Songs (MGM, X 2500)
- 1960: Jealous of You (MGM, X 2513)
- 1961: Sings Italian Favorites (MGM, X 2516)
- 1961: Hollywood (MGM, X 2520)

## Discografia americana in lingua italiana parziale

### Singoli
- 1962: Al di là (MGM, K 13116)

### EP
- 1963: Connie Francis sings Modern Italian Hits (MGM, mono E-4102, stereo SE-4102), tra cui la canzone Nessuno al mondo.